# Абилийн
 Тази статия е за града в Тексас, САЩ.  За града в Канзас вижте Абилийн (Канзас).  
А̀билийн (на английски: Abilene) е град в Тексас, Съединени американски щати, административен център на окръг Тейлър. Основан е през 1881 и е наречен на канзаския град Абълийн. Населението му е около 116 000 души (2000).
В Абълин е родена певицата Джесика Симпсън (р. 1980).